# ポール・コーノイアー
ポール・コーノイアー（Paul Cornoyer、1864年8月15日 - 1923年6月17日）は、アメリカ合衆国の画家である。印象派やトーナリズムのスタイルで風景を描いた。

## 略歴
セントルイスで生まれた。セントルイスの美術学校で学び、美術学校の校長に才能を認められて奨学金を得て、1889年にパリへ留学し、私立の美術学校アカデミー・ジュリアンに入学し、ジュール・ジョゼフ・ルフェーブルとジャン＝ジョセフ・バンジャマン＝コンスタンのもとで学んだ 。パリでは印象派の画家やバルビゾン派の画家から影響を受けて、街の風景や自然の風景を描いた。1892年にパリで開かれたアメリカ人画家たちの展覧会(American Art Association of Paris)で一等を受賞した。
1894年に帰国し、セントルイスで活動し、その年セントルイス画家・彫刻家協会の展覧会で金賞を受賞し、地元のホテルの壁画も描いた。有力な画家のウィリアム・メリット・チェイスと知り合い、チェイスはコーノイアーの作品を買い、コーノイアーにニューヨークで活動することを勧めた。1898年にニューヨークに移り、様々な天候や時間で異なる街の風景を描いた。印象派のスタイルや点描の技法の作品も描いた。
1909年にナショナル・アカデミー・オブ・デザインの準会員に選ばれた。ニューヨークの技術者学校で絵を教えた。夏の別荘としてマサチューセッツ州のグロスターに家を買い、1917年にグロスターに転居した。マサチューセッツでも絵を教えた。
1923年にグロスターで没した。

## 作品

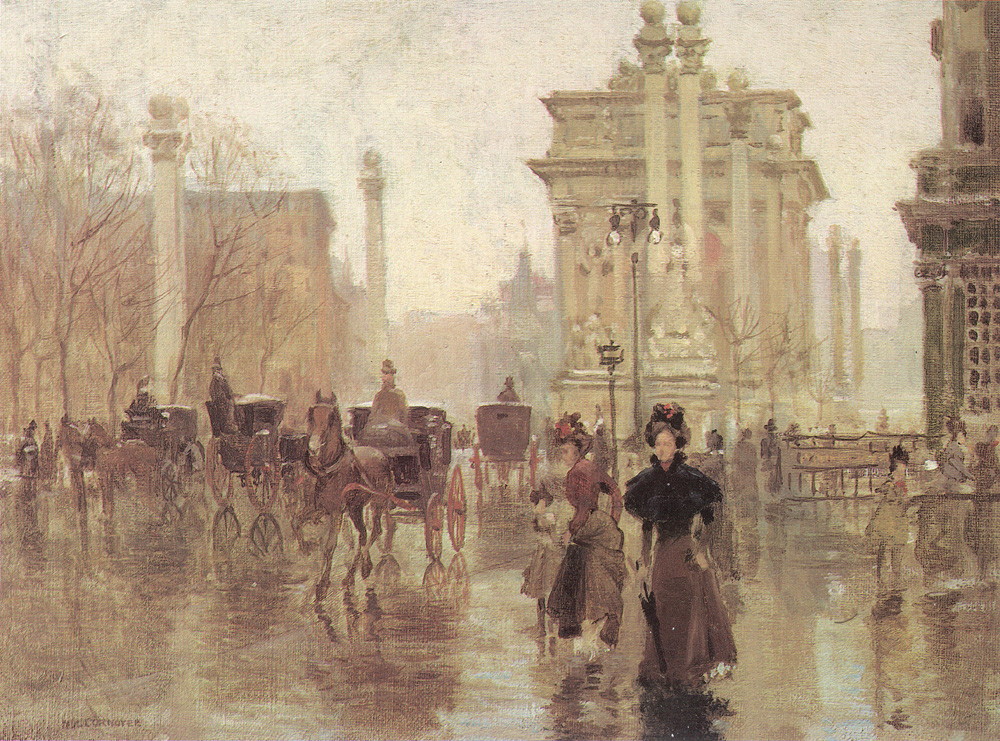
Dewey's Arch (1900)
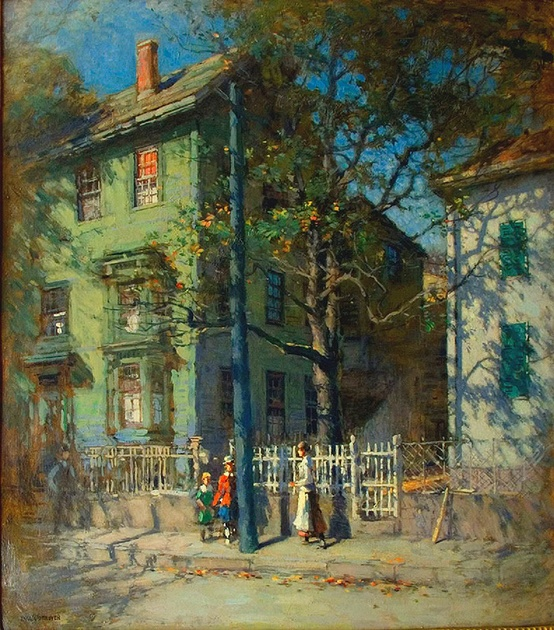
グロスターの街 (c.1900)
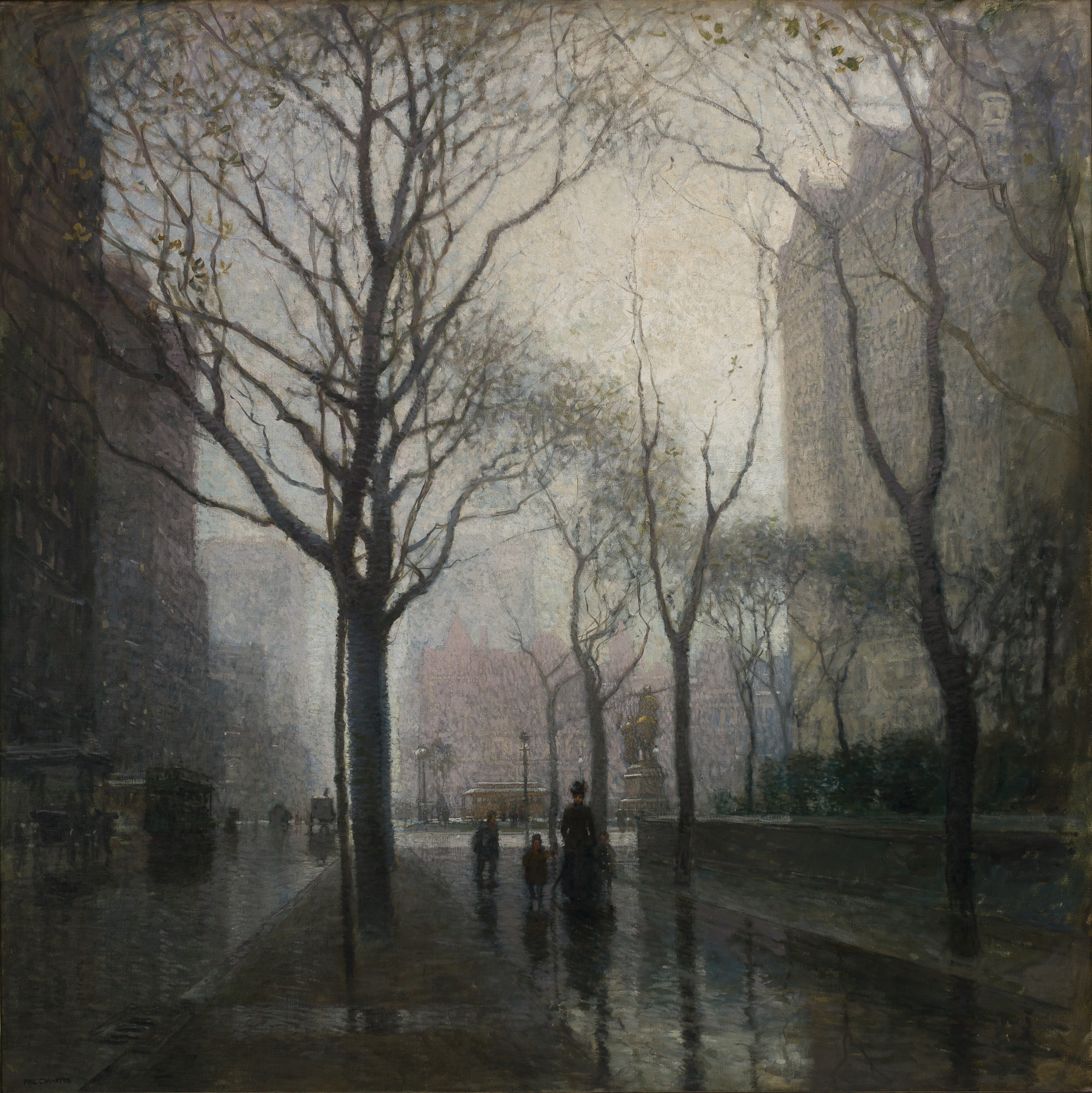
雨の後のプラザ・ホテル (1908) セントルイス美術館
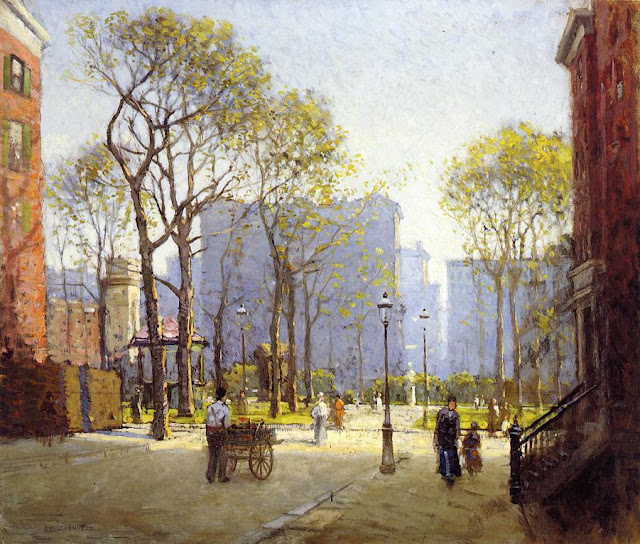
午後のワシントンスクウェア (c.1908)
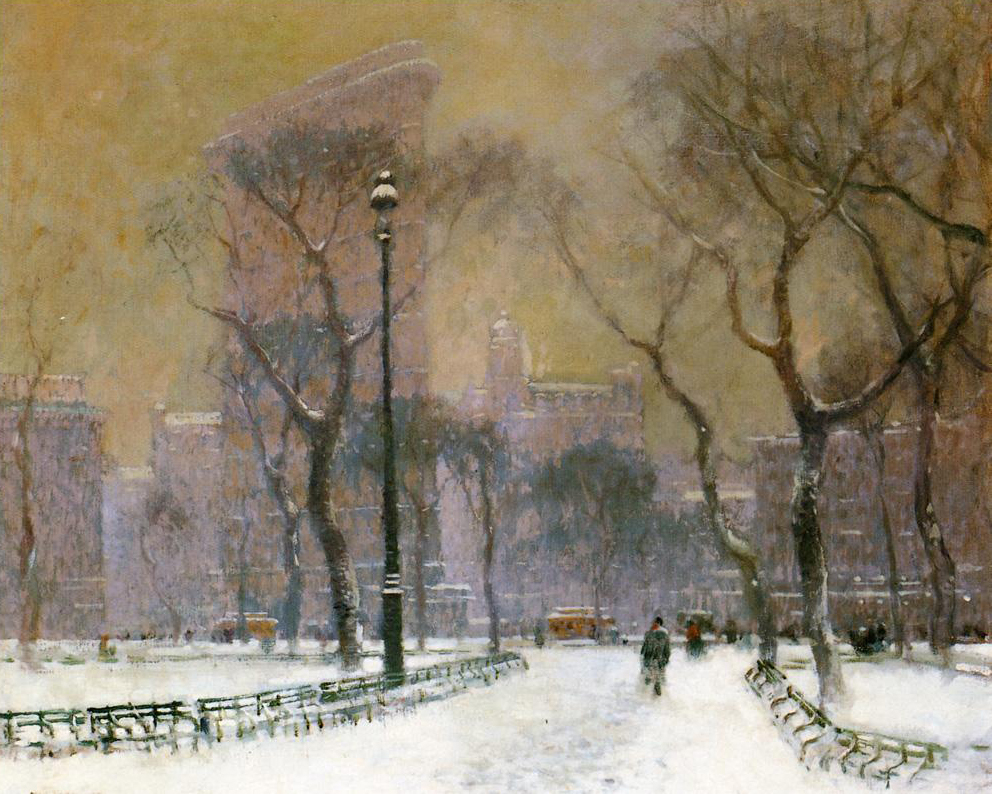
Flat Iron Building
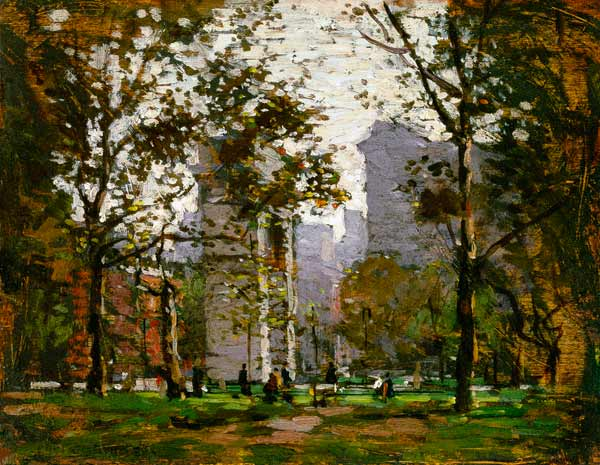
ワシントンスクウェア (1910)]
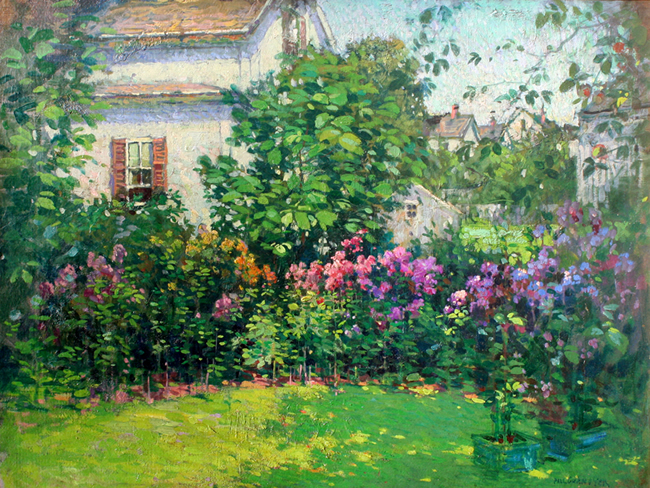
夏の庭園
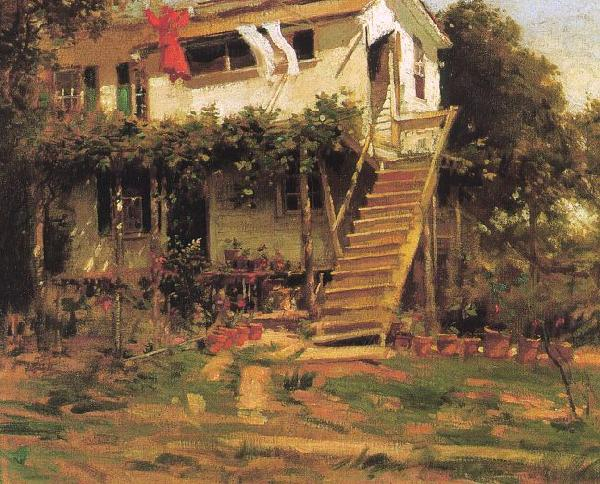
グロスターのスタジオ